# 帕什基夫齊 (赫梅利尼茨基區)
49°30′52″N 27°2′4″E / 49.51444°N 27.03444°E
帕什基夫齊（烏克蘭語：Пашківці）是位於烏克蘭西部的村莊，由赫梅利尼茨基州裡赫梅利尼茨基區的利索維-赫里尼夫齊市鎮負責管轄。該村面積9.85平方公里，海拔高度318米，2001年人口468，人口密度每平方公里47.5人。